# NGC 184
NGC 184 je galaksija u zviježđu Andromeda.

## Vanjske poveznice
- SEDS: NGC 0184